# Dimitrovova cena
Dimitrovova cena (bulharsky: Димитровска награда) bylo vyznamenání Bulharské lidové republiky založené roku 1949. Udílena byla za úspěchy v oblasti vědy, kultury a strojírenství.

## Historie a pravidla udílení
Vyznamenání bylo založeno výnosem prezidia Národního shromáždění č. 9614 ze dne 23. května 1949. Pojmenována byla po generálním tajemníkovi Ústředního výboru Bulharské komunistické strany a předsedovi vlády Georgim Dimitrovovi. Cena byla udílena bulharským občanům i kolektivům jako nejvyšší ocenění za úspěchy ve vědecké, kulturní a strojírenské oblasti. Oceňované vědecké či umělecké dílo mělo být zveřejněno (publikováno, vystaveno ap.) nejméně šest měsíců před udělením ocenění. Po udělení ocenění příjemce získal medaili a čestný titul Laureát Dimitrovovy ceny, který byl v hierarchii čestných titulů Bulharské lidové republiky na devátém místě. Poprvé byla cena udělena v roce 1950.
V roce 1960 došlo výnosem Národního shromáždění č. 275 ze dne 30. června 1960 k reformě vyznamenání. Byla zachována pouze nejvyšší třída a byly zavedeny také dva samostatné výbory pro volbu vítěze ceny. Jeden výbor byl určen pro oblast literatury a umění a druhý pro oblast vědy. Další reforma z roku 1971 cenu zpřístupnila i cizincům.
Po pádu komunistického režimu byla cena v roce 1991 zrušena. Od svého založení v roce 1949 do zrušení v roce 1991 byla udělena v 1288 případech.

## Třídy
Od svého založení do roku 1960 byla cena udílena ve třech třídách. Od roku 1960 byla až do svého zrušení udílena pouze v jediné třídě.
- I. třída
- II. třída
- III. třída

## Vzhled vyznamenání
Medaile měla kulatý tvar o průměru 26 mm. Na přední straně bylo reliéfní vyobrazení Georgiho Dimitrova s reliéfním vyobrazením vavřínové větvičky při pravém okraji. Na zadní straně byl nápis v cyrilici Лауреат На Димитровска Награда (laureát Dimitrovovy ceny). Původně byla medaile vyráběna z bronzu, později ze zlata.

Stuha umístěná v kovovém rámečku byla v případě I. a III. třídy červená, v případě II. třídy byla červená s bílým pruhem při obou okrajích, kterým procházel úzký pruh v zelené barvě.

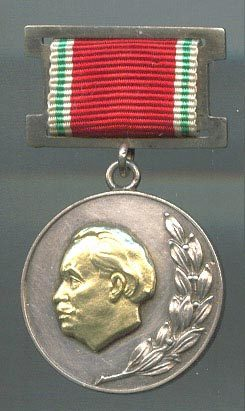
Cena II. třídy
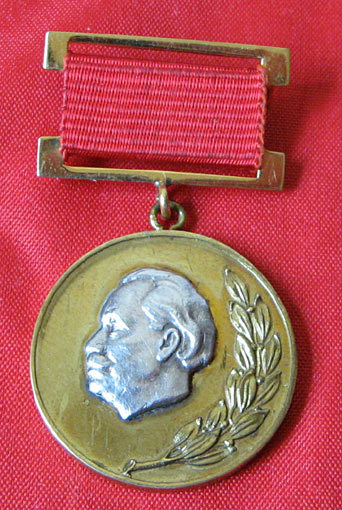
Cena III. třídy